# ألاستير مارتن
ألاستير مارتن (بالإنجليزية: Alastair Bradley Martin)‏ هو لاعب كرة مضرب أمريكي، ولد في 11 مارس 1915 في نيويورك في الولايات المتحدة، وتوفي في 12 يناير 2010 في Katonah, New York ‏ في الولايات المتحدة.

## وصلات خارجية
- ألاستير مارتن على موقع رابطة محترفي التنس (الإنجليزية)
- ألاستير مارتن على موقع قاعة مشاهير كرة المضرب الدولية (الإنجليزية)